# Gasteria nitida
Gasteria nitida es una especie de planta suculenta perteneciente a la familia Xanthorrhoeaceae. Es originaria de Sudáfrica.

## Descripción
Es una planta herbácea perennifolia, suculenta con tallo de 6 a 20 cm de largo, a una altitud de 1000 metros en Sudáfrica.

## Taxonomía
Gasteria nitida fue descrita por (Salm-Dyck) Haw. y publicado en  Philosophical magazine, or annals of chemistry, ... 2: 358, en el año 1827.
Variedades aceptadas
- Gasteria nitida var. armstrongii (Schönland) van Jaarsv.
- Gasteria nitida var. nitida

Sinonimia
- Aloe nitida Salm-Dyck
- Haworthia nitida (Salm-Dyck) Loudon[4]